# Glabellulinae
Glabellulinae zijn een onderfamilie uit de orde van de tweevleugeligen (Diptera), onderorde vliegen (Brachycera).
De vliegen uit deze onderfamilie zijn zeer klein (0,5 tot 5 millimeter). 

## Geslachten
- Doliopteryx Hesse, 1956
- † Eurodoliopteryx Nel, 2006[1]
- Glabellula Bezzi, 1902
- Glella Greathead & Evenhuis, 2001
- Mnemomyia Bowden, 1975